# Namasu
Namasu (膾) est un plat japonais composés de légumes crus (nama), finement émincés et de fruits de mer, marinés dans du vinaigre de riz (su) pendant plusieurs heures, les saumurant légèrement.
Le namasu est un plat chinois popularisé au Japon pendant la période Nara (710-794). Le namasu est parfois appelé namasu-kiri (kiri signifiant « émincé »).
Les sunomono et autres salades vinaigrées sont apparentées au namasu.